# Willem Mengelberg
Willem Mengelberg, teljes nevén Joseph Willem Mengelberg (Utrecht, Hollandia, 1871. március 28. – Chur, Svájc, 1951. március 21.) német származású holland karmester. Mengelberg ötven éven keresztül az Amszterdami Concertgebouw Zenekara vezetőjeként (1895–1945) az együttest a világ élvonalába emelte.
A Kölni Konzervatóriumban befejezett zongora tanulmányai után Svájcban, Luzernben kezdi karmester pályáját. Jelentősek voltak Beethoven, Mahler és Richard Strauss interpretációi, Richard Strauss Mengelbergnek dedikálta szimfonikus költeményét, A hősi életet. A Concertgebouw Zenekarának irányítása mellett Európa-szerte turnézott, a Londoni Szimfonikus Zenekar állandó karmestere volt 1911 és 1914 között, majd a New York-i Filharmonikusok vezetője 1921 és 1930 között, 1928 és 1930 között megosztva ezt a posztot Arturo Toscaninivel. Mindezek mellett Mengelberg az Amszterdami Concertgebouw Zenekar vezetője is maradt egészen 1945-ig. 
Budapesten 1934 és 1940 között többször is fellépett. Bartók Hegedűversenyét Székely Zoltán Mengelberg vezényletével mutatta be Amszterdamban 1938-ban, Kodály a Fölszállott a páva, változatok egy magyar népdalra, c. zenekari művét, azaz a Pávavariációkat a Concertgebouw Zenekara fennállásának ötvenéves évfordulójára írta, az ősbemutatóra 1939-ben került sor szintén Amszterdamban Mengelberg vezényletével.
A II. világháború vége felé Mengelberg elmenekült Hollandiából, Svájcban telepedett le, Hollandiában 1945-ben távollétében német kollaborációja miatt életre szóló száműzetésre ítélték, majd az ítéletet hat évre csökkentették.

## Művészete
A New Grove Dictionary of Music and Musicians (1980) megfogalmazása szerint Mengelberg rendkívül szigorú próbákat tartott, Menuhin is említést tesz önéletrajzi könyvében bőbeszédű próbáiról, valamint a partitúrában sem habozott változtatásokat eszközölni, ha saját művészi kifejezésének az jobban megfelelt.
A Concertgebouw Zenekarral készített felvételei jellegzetességei voltak a vonós portamentók, Robert Philip zenetudós ugyanakkor megjegyzi, Mengelberg más zenekarokkal készített felvételein nem hallhatók, valószínűleg más zenekarok karmestereként ezt nem tudta elérni.
Alan Sanders visszaemlékezésében megemlíti, "Mengelberg zenekarhoz való autokratikus viszonyát. Élete késői éveiben viselkedése szélsőséges volt, zenekari próbák alatt a zenekari tagokat kifejezetten megsértette megnyilvánulásaival."
Mengelberg előadói stílusának további jellegzetessége volt a rendkívül szabad tempóválasztás valamit a tempómódosítások is.

## Fordítás
- Ez a szócikk részben vagy egészben  a   Willem Mengelberg című angol Wikipédia-szócikk ezen változatának fordításán alapul.  Az eredeti cikk szerkesztőit annak laptörténete sorolja fel. Ez a jelzés csupán a megfogalmazás eredetét és a szerzői jogokat jelzi, nem szolgál a cikkben szereplő információk forrásmegjelöléseként.